# 中東の民族の一覧
中東の民族の一覧（ちゅうとうのみんぞくのいちらん）は、有史以来、中東に存在してきた民族の一覧。
中東という地域概念の範囲は一定ではないが、ここでは、イランからカフカス、西アジア（アナトリア、イラク、歴史的シリア、アラビア半島）、北アフリカ（エジプト、マグリブ諸国、エチオピア）を中心とした地域に関して述べ、21世紀までに消滅した民族も中東に歴史上存在した民族として含める。
中東地域は民族の十字路と呼ばれるように、中央アジア、南アジア、ヨーロッパなど周辺の地域との間で民族の移動と交流が盛んに行われており、中東と周辺地域との関連を抜きに民族集団の形成を考えることはできない。

## 言語と民族、宗教
世界的に見ると多くの場合、民族の枠組みは言語や文化の同質性によって定義されるが、この地域においてはアブラハムの宗教（ユダヤ教、キリスト教、イスラム教などの唯一神教）や印欧系宗教（ヒッタイトの信仰、ミトラ教、ゾロアスター教、仏教など）の発祥地でもあり、民族の枠組みと特定の宗教・宗派を信仰する宗教集団、宗教共同体の枠組みとの間に密接な関係があることは中東の諸民族の重要な特徴である。
中東の民族を見ると、アラブ人のように、イスラム教（イスラーム）の拡大にともなって先住民族を同化していき、ついには非ムスリム（イスラム教徒）まで同化させた例や、古代のヘブライ人のように固有の言語を持たず、居住地の言語を取り入れながら漂泊した集団が見出せるように、中東はある民族の血統的連続性と言語、宗教が必ずしも一致する訳ではないという実例を豊富に示す地域である。その他にも、古代イスラエル人のように多くの民族と通婚し次第に文化・信仰の面での一体性を失っていった集団や、エジプトのコプト正教徒のように言語的・文化的にアラブとの同化が進み民族（古代エジプト人）としての内実はほぼ失われながらも宗教の紐帯により集団の一体性を保ちつづける集団、中世から現代のユダヤ人（ユダヤ教徒）のように固有の土地や言語を失いながらも、特定の言語で書かれた聖典と信仰によって集団としての一体性を保ったために、奇跡的な帰還と言語の復興を成し遂げた集団も存在する。

## 中東の民族の一覧
ここでは、便宜的に言語の系統によって分類する。
- 系統不明
  - シュメール人
  - エラム人→エラム語
  - 原ヒッタイト
  - カッシート人
  - ペリシテ人 - ギリシア系とする説が有力
  - グティ人

- フルリ・ウラルトゥ語族系
  - ウラルトゥ
  - フルリ人

- インド・ヨーロッパ語族系
  - インド語派系
    - ミタンニ人
    - ロマ（ジプシー）

  - アナトリア語派系
    - ヒッタイト人
    - リディア人
    - リュキア人

  - イラン語派系
    - スキタイ人
    - キンメリア人
    - ペルシア人
    - バルーチ人
    - ロル人、バフティヤーリー人
    - クルド人
      - ザザ人

  - アルメニア語派系
    - アルメニア人

  - ギリシャ語派系
    - ギリシャ人
      - ポントス人

  - イタリック語派系
    - ローマ人
    - ジェベリエ族

  - その他
    - フリュギア人

- カフカス諸語系
  - チェルケス人（アディゲ人、カバルダ人）- マムルークの一員
  - グルジア人
  - ラズ人

- テュルク諸語系
  - トルコ人（テュルク）
  - アゼルバイジャン人（アゼリー人）
  - トルクメン人

- アフロ・アジア語族系
  - セム語派
    - アッカド人、バビロニア人、アッシリア人
    - カルデア人
    - ヘブライ人、ユダヤ人、イスラエル人、サマリア人
    - モアブ人、アンモン人
    - カナン人、アモリ人
    - ナバテア人
    - フェニキア人
    - アラム人
      - 現代アラム語話者（アッシリア人、ユダヤ人）

    - アラブ人
    - マルタ人

  - クシ語派
    - ソマリ人

  - ベルベル語派
    - ベルベル人

  - チャド語派
  - エジプト語派
    - 古代エジプト人
      - コプト語典礼使用者（コプト正教徒）

### 聖書に登場する民族、国
- ヘテ - ヒッタイト
- スキトポリス（都市） - スキタイ
- シバ（サバ） - エチオピア及びイエメン
- アッシリア - セム系と非セム系の混血